# Burke (Dakota del Sur)
Burke es una ciudad ubicada en el condado de Gregory en el estado estadounidense de Dakota del Sur. En el Censo de 2010 tenía una población de 604 habitantes y una densidad poblacional de 417,18 personas por km².

## Geografía
Burke se encuentra ubicada en las coordenadas 43°10′58″N 99°17′32″O / 43.18278, -99.29222. Según la Oficina del Censo de los Estados Unidos, Burke tiene una superficie total de 1.45 km², de la cual 1.45 km² corresponden a tierra firme y (0%) 0 km² es agua.

## Demografía
Según el censo de 2010, había 604 personas residiendo en Burke. La densidad de población era de 417,18 hab./km². De los 604 habitantes, Burke estaba compuesto por el 94.21% blancos, el 0.17% eran afroamericanos, el 3.48% eran amerindios, el 0% eran asiáticos, el 0% eran isleños del Pacífico, el 0.17% eran de otras razas y el 1.99% pertenecían a dos o más razas. Del total de la población el 0.66% eran hispanos o latinos de cualquier raza.